# Тібілов Георгій Омарович
Георгій Омарович Тібілов (рос. Георгий Тибилов Омарович; нар. 25 квітня 2000, Владикавказ, Північна Осетія) — сербський та російський борець греко-римського стилю осетинського походження, бронзовий призер чемпіонатів світу, бронзовий призер чемпіонату Європи.

## Життєпис
До 2021 року виступав за збірну Росії. У її складі 2016 року став чемпіоном Європи серед кадетів. У 2019 році здобув бронзову медаль чемпіонату світу серед юніорів. З 2023 року на міжнародному рівні представляє Сербію. У її складі того ж року став бронзовим призером чемпіонатів світу та Європи.

## Спортивні результати на міжнародних змаганнях

### Виступи на Олімпіадах
| Змагання                    | Збірна | Вагова категорія                 | Місце |
| --------------------------- | ------ | -------------------------------- | ----- |
| Літні Олімпійські ігри 2024 | Сербія | греко-римська боротьба, до 60 кг | 12    |

### Виступи на Чемпіонатах світу
| Змагання                        | Збірна | Вагова категорія                 | Місце  |
| ------------------------------- | ------ | -------------------------------- | ------ |
| Чемпіонат світу з боротьби 2023 | Сербія | греко-римська боротьба, до 63 кг | Бронза |

### Виступи на Чемпіонатах Європи
| Змагання                         | Збірна | Вагова категорія                 | Місце  |
| -------------------------------- | ------ | -------------------------------- | ------ |
| Чемпіонат Європи з боротьби 2023 | Сербія | греко-римська боротьба, до 60 кг | Бронза |
| Чемпіонат Європи з боротьби 2024 | Сербія | греко-римська боротьба, до 60 кг | 5      |

### Виступи на інших змаганнях
| Змагання                                                      | Збірна | Вагова категорія                 | Місце  |
| ------------------------------------------------------------- | ------ | -------------------------------- | ------ |
| Турнір Івана Піддубного 2018                                  | Росія  | греко-римська боротьба, до 55 кг | 9      |
| Гран-прі Москви з боротьби 2020                               | Росія  | греко-римська боротьба, до 60 кг | Золото |
| Турнір міста Сассарі з боротьби 2021                          | Росія  | греко-римська боротьба, до 63 кг | Срібло |
| Меморіал Іона Корнеану і Ладислава Сімона 2021                | Росія  | греко-римська боротьба, до 60 кг | Золото |
| Тор Мастерс 2023                                              | Сербія | греко-римська боротьба, до 60 кг | Бронза |
| Кубок Владислава Пітласинські 2023                            | Сербія | греко-римська боротьба, до 60 кг | Золото |
| Відкритий чемпіонат Загреба з боротьби 2024                   | Сербія | греко-римська боротьба, до 63 кг | Бронза |
| Олімпійський кваліфікаційний турнір з боротьби 2024 (Баку)    | Сербія | греко-римська боротьба, до 60 кг | 17     |
| Олімпійський кваліфікаційний турнір з боротьби 2024 (Стамбул) | Сербія | греко-римська боротьба, до 60 кг | Бронза |
| Кубок Владислава Пітласинські 2024                            | Сербія | греко-римська боротьба, до 63 кг | Золото |

### Виступи на змаганнях молодших вікових груп
| Змагання                                       | Збірна | Вагова категорія                 | Місце  |
| ---------------------------------------------- | ------ | -------------------------------- | ------ |
| Чемпіонат світу з боротьби серед юніорів 2019  | Росія  | греко-римська боротьба, до 60 кг | Бронза |
| Чемпіонат Європи з боротьби серед кадетів 2016 | Росія  | греко-римська боротьба, до 46 кг | Золото |
| Чемпіонат світу з боротьби серед молоді 2021   | Росія  | греко-римська боротьба, до 63 кг | 5      |